# Eden Sher
Eden Sher (Los Angeles, 26 december 1991) is een Amerikaanse zangeres en actrice.
Sher begon met acteren op achtjarige leeftijd, waarbij ze in verschillende reclamespots speelde en verscheen in The Tonight Show. Ze kreeg een terugkerende rol in de serie Weeds. In 2009 kreeg ze een rol in de sitcom The Middle als Sue Heck, een optimistische en immer positief ingestelde tiener die vaak het deksel op haar neus krijgt, maar nooit opgeeft.